# موبلاتكس
موبلاتكس اسم لمجموعة تونسية مختصة في صناعة وتجارة الأثاث والسياحة. تأسست عام 1972، تمركزت الشركة في مدينة حمام سوسة، وتطورت منذ عام 1980، وأصبحت من الشركات المختصة في الأثاث. يمتلك الفريق اليوم 18 مؤسسة وأهمها صناعات موبلاتكس، إضافة إلى 19 وحدة إنتاج ونقطة بيع على كامل الأراضي التونسية. هذه الشركة مصنفة ضمن الشركات الخاصة العشرة الأولى في تونس، وتوظف 8000 موظف. منذ عدة سنوات طور الفريق قطبا سياحيا وذلك بإرساء سلسلة فنادق المرادي وتأسيس وكالة أسفار، بذلك أصبحت أول مجموعة فنادق في البلاد، ووفرت 4000 فرصة عمل.

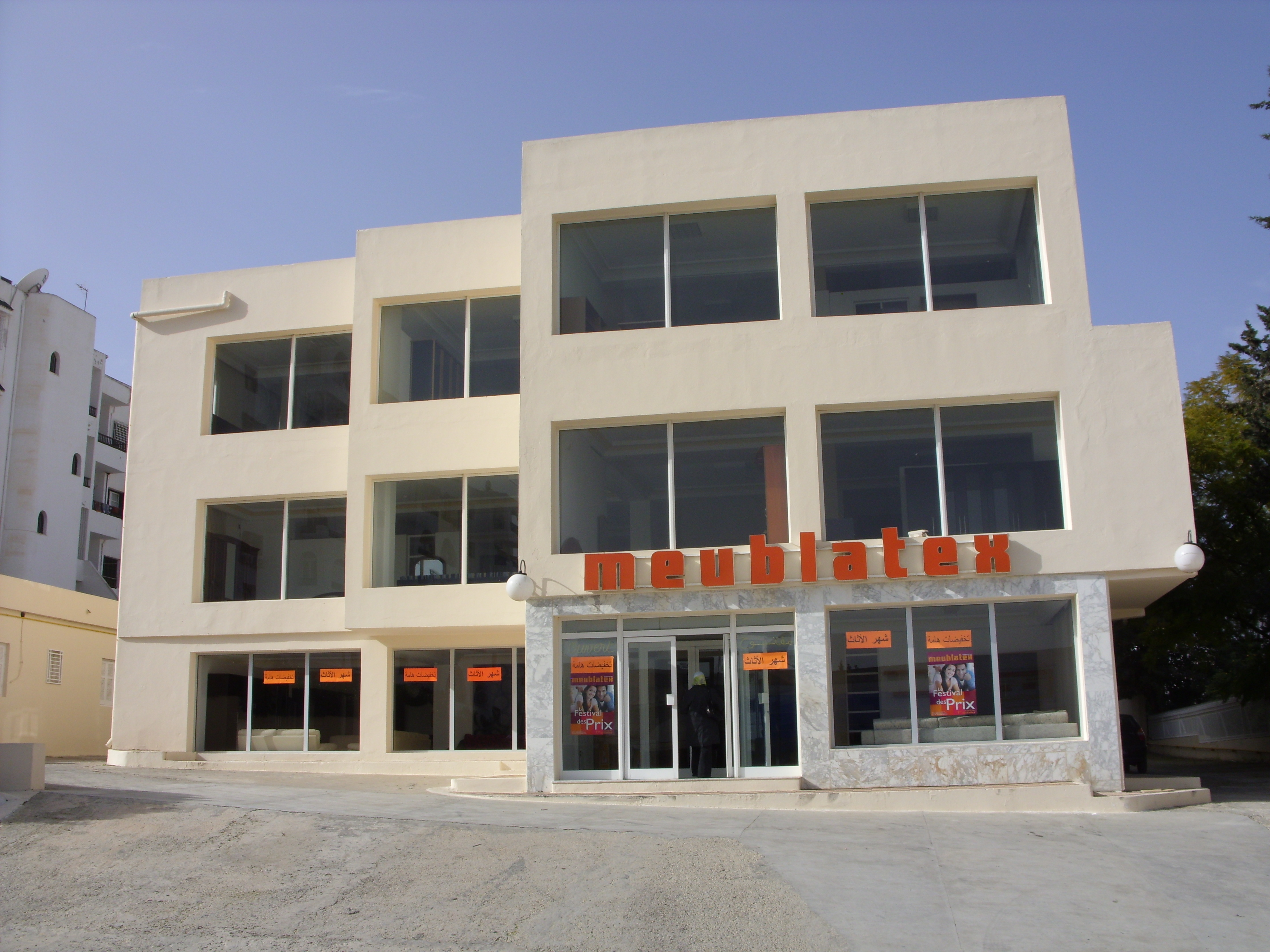
مغازة موبلاتكس في المنار 2

## وصلات خارجية
- (بالفرنسية) الموقع الرسمي لموبلاتكس.